# Westerheim (Württemberg)
Westerheim település Németországban, azon belül Baden-Württembergben. Lakosainak száma 3063 fő (2023. december 31.). Westerheim Laichingen községgel határos.

## Népesség
A település népessége az elmúlt években az alábbi módon változott:
| Lakosok száma | 1507 | 1707 | 2021 | 2219 | 2387 | 2621 | 2751 | 2882 | 2888 | 3063 |
|               | 1961 | 1967 | 1974 | 1980 | 1987 | 1993 | 2000 | 2006 | 2013 | 2023 |